# NGC 166
 NGC 455  (المعروف أيضا باسم PGC 2143) هي مجرة حلزونية تبعد حوالي 2.6 مليون سنة ضوئية في كوكبة قيطس (كوكبة) مع حجم واضح من 15.18. اكتشفها فرانسيس ليفينوورث في عام 1886.

## وصلات خارجية
- NGC 166 على موقع ويكي سكاي: DSS2, SDSS, GALEX, IRAS, Hydrogen α, X-Ray, Astrophoto, Sky Map, Articles and images